# Funny The Way It Is
Funny The Way It Is er Dave Matthews Bands første single fra deres nye album Big Whiskey and the Groogrux King som udkom d. 2 juni 2009. Sangen udkom som gratis download fra RCA Records d. 14 april 2009.
Sangen ligger også i forskellige versioner på YouTube og er set/hørt mere end 1 million gange (pr. februar 2013).